# Ісраель (ім'я)
Ісра́ель (Ізра́їль, Ізра́їл) (івр. יִשְׂרָאֵל, їд. שראל, סראָל) — чоловіче особове ім'я єврейського походження.
Згідно із Біблією («Книга Буття») це ім'я праотець Яків отримав від Бога після своєї боротьби з ним:
Нащадки Якова (Дванадцять племен Ізраїля), яких згідно із Біблією, почали називати ізраїлітянами, згодом заснували Ізраїльське царство, звідки походить назва сучасної Держави Ізраїль.
Розповсюдженим тлумаченням імені Ізраїль є «той, хто боровся з Богом». За іншою версією ім'я Ізраїль походить від дієслова śarar (бути сильним, бути наділеним довірою) і означає «Бог править», або «Бог судить». В єврейських текстах періоду Другого Храму і пізніше, а також у християнських греко-єгипетських текстах Ізраїль тлумачився як «людина, що бачить Бога» (від yš — людина, rʾh — бачити, el — Бог).. У християнській традиції існує тлумачення імені Ізраїль як «розум бачить Бога» (Антоній Великий, третє послання). У «Біблії короля Якова» наводиться тлумачення: Ізраїль — «Принц Божий».